# Serjania deflexa
Serjania deflexa är en kinesträdsväxtart som beskrevs av Gardn.. Serjania deflexa ingår i släktet Serjania och familjen kinesträdsväxter. Inga underarter finns listade i Catalogue of Life.